# Лари Зидентоп
Лари Зидентоп е политически философ. Той е особено заинтересован от френския либерализъм през 19 век. Автор е на книгата „Демокрация в Европа“, и от време на време сътрудник на няколко големи британски ежедневници, включително и „Файненшъл таймс“ и „Таймс“. Той е роден в  Съединените щати , където посещава колеж в Мичиган-(либерален колеж по изкуства), свързан с протестантската църква в Америка – и  Харвардския университет , където той получава AM степен.
В продължение на образованието си прибавя DPhil степен от мисълта за Жозеф дьо Местр и Мейн де Biran, на Магдален Колидж, Оксфорд, под ръководството на сър Исая Бърлин. От 1965 г. до 1968 г., Зидентоп е научен сътрудник в Nuffield Колидж, Оксфорд и е прекарал почти цялата си академична кариера като сътрудник на колежа Keble, Оксфорд и като университетски преподавател в Оксфордския университет.
„Демокрацията в Европа“ има умишлени препратки към Демокрацията в Америка на Алексис дьо Токвил. В допълнение, Зидентоп е автор на интелектуална биография, Токвил, редактор на Франсоа Гизо „История на цивилизацията“ в Европа и съредактор (с Дейвид Милър) на „Природата на политическата теория“.
След пенсионирането си, Зидентоп е гостуващ научен сътрудник в Холандския институт за академични изследвания във Васенаар, кралица Виктория Еухения професор в Университета Комплутенсе в Мадрид, Испания, както и гостуващ научен сътрудник във философията и връзки с обществеността в университета „Св. Андрюс“ в Шотландия. През ноември 2004 г., Зидентоп инвестира в CBE на услуги на политическата мисъл и висшето образование.